# Rusalka (Mythologie)
Rusalka (russisch Руса́лка, Mehrzahl Rusalki oder eingedeutscht Rusalken) ist der Name einer Klasse weiblicher Gestalten aus Sagen und Märchen des ostslawischen Sprachraums. Im Zuge der Romantik werden Rusalken ab dem 19. Jahrhundert auch in der osteuropäischen Kunst behandelt.
Das Wort „Rusalka“ ist seit dem 16. Jh. belegt. Es existieren verschiedene Theorien zur Etymologie: Einerseits eine Herleitung von ruslo (Strömung). Andererseits über Rusalija von lat. Rosalia (Rosenfest), d. h. Pfingsten. In Volkserzählungen treten Rusalken ausschließlich in der sog. Rusalka-Woche auf, also der Woche nach Pfingsten.

## Rusalken in Volkserzählungen
Rusalken sind seit dem 18. Jahrhundert Gegenstand der Forschung zu slawischer Volkskunde und Religion. Rusalka-Erzählungen wurden ab dem 19. Jahrhundert aufgezeichnet. In volkskundlicher Terminologie können sie sowohl den Wassergeistern, den Waldgeistern als auch den Feldgeistern zugeordnet werden.
In Volkserzählungen erscheinen Rusalken ausschließlich während der auf Pfingsten folgenden Rusalka-Woche. Ihr Aussehen wird regional sehr unterschiedlich beschrieben: Im westlichen Russland und in der südlichen Ukraine erscheinen sie als schöne junge Mädchen im Hochzeitskleid, im zentralen Belarus sind sie hässliche, fellbewachsene alte Frauen und in Südrussland große, hagere Frauen mit wirrem Haar und bleichem Gesicht. Die isoliert stehenden Beschreibungen von Rusalken mit Fischschwanz gehen auf den Einfluss schriftlicher Traditionen zurück. Rusalken können einzeln oder in Gruppen auftreten. Es wird häufig beschrieben, wie sie im Wasser baden, ihre Haare kämmen, auf Ästen schaukeln oder auf den Feldern tanzen.
Zu Rusalken wurden Mädchen und Frauen, die einen vorzeitigen bzw. „unreinen“ Tod erlitten. Etwa Ertrunkene, ungetauft Verstorbene sowie Mädchen, die während der Rusalka-Woche oder kurz vor ihrer Hochzeit verstarben. Weit verbreitet ist die Vorstellung, der zufolge Frauen zu Rusalken werden, die aufgrund ihrer unehelichen Schwangerschaft Suizid begingen.
Rusalken können zwar auch positive Funktionen übernehmen, beispielsweise den Frauen beim Spinnen helfen oder sich um Kinder kümmern, die von den Schnitterinnen unbeaufsichtigt auf dem Feld gelassen wurden, meistens erscheinen sie allerdings als schädlich. Sie bestrafen diejenigen, die das pfingstliche Arbeitsverbot missachten, stehlen Neugeborene, schaden dem Vieh, führen Menschen in die Irre oder verführen und ertränken Männer. Mit ihrer Unabhängigkeit und ihrer ungehemmten Sexualität erscheint die Rusalka als das genaue Gegenteil der idealtypischen „braven“ Braut. Rusalka-Vorstellungen spiegeln in dieser Hinsicht vielleicht auch männliche und weibliche Wunschvorstellungen wider.
In Rumänien und im nördlichen Bulgarien ist rusalijki, rusalče und rusalie der Name von krankheitsverursachenden Geistern.

## Rusalken in der Kunst

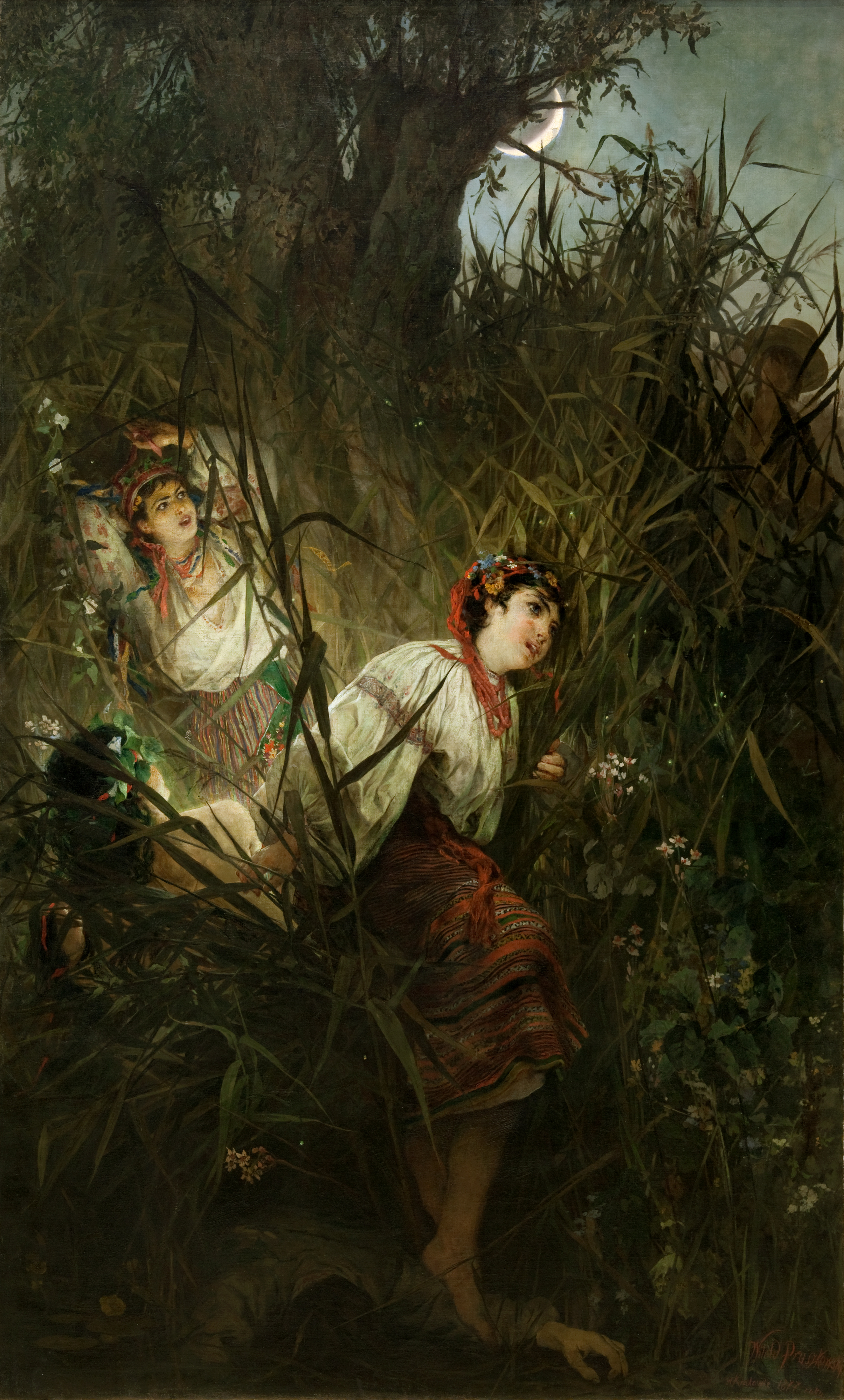
Rusałki, 1877. Gemälde von Witold Pruszkowski.

Im Zuge der Romantik verarbeiteten russische, polnische und ukrainische Künstler Elemente der regionalen Volksüberlieferung und schufen Kunstwerke, die von Rusalken handeln. Diese literarischen Rusalken unterscheiden sich deutlich von denen der Volksüberlieferung und sind eher durch vorherige romantische Bearbeitung westeuropäischer Gestalten wie Melusine, Loreley und vor allem Undine inspiriert.
In der russischen Romantik wurde die Rusalka von Alexander Sergejewitsch Puschkin, Nikolai Wassiljewitsch Gogol und Michail Jurjewitsch Lermontow behandelt. Von Puschkin stammt Rusalka (1832), ein unvollendetes aufklärerisch-sozialkritisches Drama. Puschkin war inspiriert durch Henslers Oper Das Donauweibchen (von Nikolaj Stepanovic Krasnopol'skij als Dneprovskaja rusalka ins Russische übersetzt.) Puschkins Geschichte wurde später von Alexander Sergejewitsch Dargomyschski mit seiner Oper Russalka (1855) umgesetzt. Gogol behandelte Rusalken in drei Werken: Zuerst in den Geschichten Mainacht oder Die Ertrunkene und Furchtbare Rache des 1832 erschienenen Zyklus Abende auf dem Weiler bei Dikanka und später in der Horrorgeschichte Der Vij von 1835. Die drei Geschichten behandeln durch Rivalitäten, Inzest und andere Probleme gestörte Liebesbeziehungen. Die Rusalka in Lermontows Roman Ein Held unserer Zeit (1840) entpuppt sich als menschliche, aber natürlich-instinktiv handelnde Hehlerin.
Im russischen Realismus wird die Rusalka nur noch wenig behandelt. Von Iwan Sergejewitsch Turgenew stammt das Prosastück Die Wiese von Bezin aus dem 1852 erschienenen Zyklus Aufzeichnungen eines Jägers. Hier tauschen Bauernjungen Geschichten von übernatürlichen Wesen aus, die Menschen psychischen Schaden zufügen. Turgenew deutet an, dass die psychischen Probleme der Bauern tatsächlich durch ihre Leibeigenschaft ausgelöst werden. In einigen Texten von Anton Pawlowitsch Tschechow tauchen zudem symbolische Anspielungen auf das Rusalka-Motiv auf.
Durch Dekadenzdichtung, die Entdeckung des Unbewussten und die Rezeption Friedrich Nietzsches erreichte das Rusalka-Thema im Russischen Symbolismus einen zweiten Höhepunkt. Hier sind insbesondere der Lyriker Konstantin Dmitrijewitsch Balmont und der Maler Michail Alexandrowitsch Wrubel zu nennen. Der Schriftsteller Fjodor Sologub beschreibt in seinem düsteren Roman Der schäbige Dämon (Melkij bes, 1905) ein sinnliches Mädchen mit Rusalka-Zügen.
In Russland wurde das Rusalka-Motiv filmisch u. a. in Alexander Konstantinowitsch Petrows Animationsfilm Die Nixe (1997) und Anna Melikjans Film Alisa, das Meermädchen (2007) verarbeitet.
Vom böhmischen Komponisten Antonín Dvořák stammt die 1901 uraufgeführte Oper Rusalka.
In Tallinn wurde 1903 das Russalka-Denkmal für die Opfer des 1893 gesunkenen russischen Kriegsschiffes Russalka errichtet. Die Statue stellt einen Engel dar.